# Julius Szalit

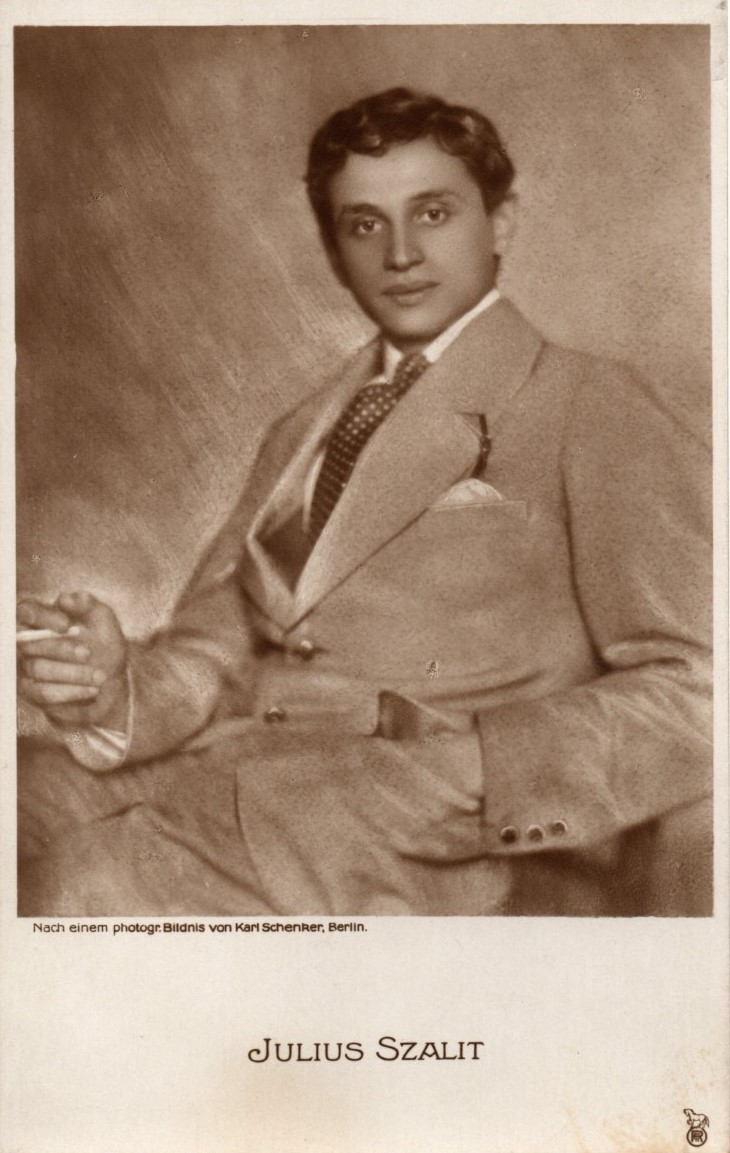
Julius Szalit auf einer Fotografie von Karl Schenker

Julius Szalit (auch Julius Schalit; * 8. Juni 1892 in Tarnopol, Österreich-Ungarn; † Ende Juli 1919 in München) war ein österreichischer Übersetzer, Dramaturg, Regisseur und Schauspieler an deutschen Bühnen und kurzzeitig auch beim Stummfilm der 1910er Jahre.

## Leben und Wirken
Der Sohn des Kaufmanns Abraham (Bernard) Szalit und dessen Frau Anna, geb. Birnbaum, begann seine künstlerische Laufbahn in der Saison 1911/1912 am von Eugen Robert geleiteten Münchner Lustspielhaus. Gastspiele führten das Ensemble unter anderem nach Wien, wo es ab Ende Mai 1913 am Deutschen Volkstheater unter anderem Hermann Bahrs Stück Josefine, Carl Sternheims Die Hose und Frank Wedekinds Franziska zur Aufführung brachte. Nach nur zwei Spielzeiten wechselte Julius Szalit nach Innsbruck, wo er am Stadttheater sowohl als Schauspieler als auch als Dramaturg eingesetzt wurde.
Der fragil und anämisch wirkende Schauspieler schien nicht gerade geeignet für Heldenrollen, dafür aber als Idealbesetzung für extreme Charaktere wie die Titelrolle des Teufels im gleichnamigen Franz-Molnar-Stück. Gemeinsam mit seinem einstigen Chef Eugen Robert inszenierte Szalit 1914 die Pantomime Doge und Dogarezza. Während des Ersten Weltkriegs in Berlin angekommen, reüssierte Julius Szalit vor allem am Residenztheater der deutschen Hauptstadt und trat dort auch erstmals vor die Kamera. Nebenbei verdingte er sich als Übersetzer polnisch-russischer Literatur wie beispielsweise Gabriela Zapolskas Schauspiel Die Warschauer Zitadelle, in deren deutscher Aufführung er ebenfalls mitwirkte. In der Spätphase des Krieges reüssierte Szalit mit einer exzentrischen Figur der russischen Weltliteratur, als er den „Raskolnikow“ im gleichnamigen Birinski-Stück an der Seite von Hermann Vallentin und dessen Schwester Rosa Valetti verkörperte (Berliner Premiere Anfang November 1917) und damit im Mai 1918 auch in Budapest gastierte. Dieser extreme, innerlich zerrissene Charakter schien dem Wesen des sehnigen Künstlers durchaus angemessen und fand Anerkennung in der Theaterkritik. Ein weiterer Russenstoff mit Szalit war Der junge Zar, in dem man den Schauspieler im Februar 1918 sehen konnte.
Szalit, der einige Jahre lang mit der Künstlerin (Malerin, Graphikerin) Rahel Szalit-Marcus verheiratet gewesen war, starb im Sommer 1919 durch eigene Hand in München, der Grund für den Freitod soll Liebeskummer gewesen sein. In einem Nachruf hieß es: „Ein körperlich schwacher Mensch, in jungen Jahren schon ruinenhaft verfallen, dürr und blutleer, nicht ohne Stimmkraft, die zu entfalten aber wohl Anstrengung verlangte, war Julius Szalit der Gegensatz zu dem Bilde des ‚Helden‘, wie es sonst von der Bühne her die Männer neidisch, die Frauen begehrlich macht. […] Er spielte in groben Stücken, wie in dem für die Bühne zurechtgezimmerten ‚Raskolnikow‘ und in den Schauspielen der Gabriele Zapolska: mit seiner fieberhaften Ergriffenheit, seiner Angst und seinem Trotz hob er sie in eine edlere Luft. […] Dieser sehr geistige Künstler hätte am rechten Platze unserer neuesten Literatur dienen können“. Seine Bestattung erfolgte auf dem Münchner Westfriedhof.

## Filmografie
- 1916: Der 10. Pavillon der Zitadelle
- 1916: Ochrana warszawska i jej tajemnice